# Federico Arrazola Guerrero
Federico Arrazola Guerrero (Madrid, 1846 - 11 de gener de 1913) fou un polític espanyol, diputat a les Corts Espanyoles durant la restauració borbònica.

## Biografia
Fou escollit pel districte de Villalpando (província de Zamora) a les eleccions generals espanyoles de 1884 i 1891, i pel de Villena a les eleccions generals espanyoles de 1896, encara que no arribà a presentar la credencial. Posteriorment fou senador per la província de Terol el 1899-1900 i senador vitalici des de 1900.
- Javier Paniagua Fuentes i J.A. Piqueras. Diccionario Biográfico de Políticos Valencianos, 1810- 2005.  València: Institut Alfons el Magnànim, 2005, p.42. ISBN 9788495484802.